# Fochova linija
Fochova linija bila je privremena crta razgraničenja između Poljske i Litve koju je predložila Antanta nakon Prvoga svjetskog rata. Predložio ju je francuski maršal Ferdinand Foch, o čemu se razgovaralo samo s poljskom stranom, a prihvatila ju je Konferencija veleposlanika 1919. Nakon Poljsko-litavskog rata, uz male prilagodbe, linija je činila osnovu međuratne litavsko-poljske granice. Linija je krenula iz Vilniusa na poljskoj strani. Nakon Drugoga svjetskog rata samo njegov najzapadniji dio, u blizini grada Suwałki, slijedi Fochovu liniju.